# Calomyscus grandis
Calomyscus grandis är en gnagare i familjen mushamstrar som förekommer i Iran. Populationen listades en längre tid som underart till Calomyscus bailwardi och efter genetiska undersökningar godkänns den som art.
Denna gnagare når en kroppslängd (huvud och bål) av 7,5 till 9,4 cm och en svanslängd av 8,8 till 9,9 cm. Den har 2,0 till 2,2 cm långa bakfötter, cirka 2 cm stora öron och viktuppgifter saknas. Arten är störst och mörkast inom släktet Calomyscus. Ovansidans hår är ljus gråbruna till ljusbruna med svarta spetsar vad som ger ett spräckligt utseende. Enligt avbildningen i källan finns en tydlig gräns mot den vitaktiga undersidan och svansen är lika tydligt tvåfärgad med en mörk ovansida samt en ljus undersida.
Utbredningsområdet ligger i Elburzbergen mellan Kaspiska havet och Teheran. Calomyscus grandis når där 2590 meter över havet. Habitatet utgörs av klippiga områden med glest fördelad växtlighet. Denna mushamster besöker till exempel trädgårdar. Kanske lever den också i skogar.
Levnadssättet antas vara lika som hos andra släktmedlemmar.
IUCN listar arten med kunskapsbrist (DD).